# Ancylorhynchus rufocinctus
Ancylorhynchus rufocinctus là một loài ruồi trong họ Asilidae. Ancylorhynchus rufocinctus được Séguy miêu tả năm 1930. Loài này phân bố ở vùng Cổ Bắc giới và châu Á.